# Anonymizer
Anonymizer, Inc. – amerykańskie przedsiębiorstwo z siedzibą w San Diego w Kalifornii zajmujące się ochroną prywatności w Internecie. Zostało założone w 1996 r. przez Lance’a Cottrella, eksperta w dziedzinie kryptografii i bezpieczeństwa komputerowego i autora anonimowego remailera Mixmaster. Anonymizer pierwotnie nosił nazwę Infonex Internet.Nazwę zmieniono na Anonymizer w 1997 r., kiedy firma nabyła internetowy serwer proxy zapewniający prywatność o tej samej nazwie.  Anonymizer jest jedną z pierwszych firm zajmujących się ochroną prywatności w Internecie.
Przedsiębiorstwo oferuje płatne i bezpłatne usługi, pozwalając m.in. za pośrednictwem anonimizującego serwera pośredniczącego tworzyć łącze VPN między swoimi serwerami a komputerem użytkownika. Można to wykorzystać do anonimowo przeglądania stron WWW w tym zgłaszania przestępstwa, unikania spamu i cenzury internetu. Dostępny jest też anonimowy remailer.